# Federico De Franchi Toso (1642-1734)
Federico De Franchi Toso, né en 1642 à Gênes et mort en 1734 à Gênes, est un homme politique italien, 136e doge de Gênes du 7 juin 1701 au 7 juin 1703.